# Parafia Najświętszego Serca Pana Jezusa w Radymnie
Parafia Najświętszego Serca Pana Jezusa w Radymnie – parafia rzymskokatolicka w Radymnie, należąca do dekanatu Radymno I w archidiecezji przemyskiej.

## Historia
W 2006 roku ks. Czesław Jaworski otrzymał plecenie zbudowania nowego kościoła w Radymnie. 14 lipca 2007 roku poświęcono plac pod budowę kościoła, na Osiedlu Jagiełły. 28 lipca 2007 roku rozpoczęto budowę kościoła, według projektu mgr inż. Fryderyka Liputa, mgr inż. arch. Piotra Jurczaka i inż. Piotra Marszałka. 25 maja 2008 roku wmurowano kamień węgielny. Równocześnie budowano Rejonowe Centrum Formacji i Przeciwdziałania Uzależnieniom, w którym 25 grudnia 2008 roku poświęcono kaplicę. 
15 czerwca 2012 roku abp Józef Michalik poświęcił nowy kościół pw. Najświętszego Serca Pana Jezusa. 22 sierpnia 2015 roku dekretem abpa Józefa Michalika została erygowana parafia, z wydzielonego terytorium parafii św. Wawrzyńca w Radymnie. 3 kwietnia 2016 roku odbyła się konsekracja kościoła, której dokonał abp Józef Michalik.
Przy parafii działa Rejonowe Centrum Formacji i Przeciwdziałania Uzależnieniom im. Sługi Bożego Kardynała Stefana Wyszyńskiego. Od grudnia 2015 roku jest wydawana gazetka parafialna. 29 marca 2016 parafia uzyskała relikwie św. Faustyny, a 3 kwietnia relikwie św. Jana Pawła II.
8 maja 2016 w kościele abp Adam Szal udzielił święcen diakonatu 5 alumnów.
Odpusty w parafii odbywają się w: piątek po 2.niedzieli po Zesłaniu Ducha Świętego (Uroczystość Najświętszego Serca Pana Jezusa) oraz 26 sierpnia (Uroczystość Matki Boskiej Częstochowskiej).
Proboszczowie parafii:
2015–2018. ks. prał. Czesław Jaworski.
2018– nadal ks Kazimierz Piwowar.
Wikariusze:
2015–2016. ks. Jacek Rachwał.
2015–2017. ks. Łukasz Kramarz.
2016– ks. Jakub Fejkel.
2017– ks. Jaku Szczepan Semenowicz.
Katecheta stały:
2015– nadal ks. Krzysztof Szyndler.
Rezydent:
- ks. Stanisław Sygnarowski.

## Terytorium parafii
Na terenie parafii jest ok. 3 000 wiernych mieszkających:
- w Radymnie przy ulicach: Akacjowa, Błonie, Budowlanych, Dolna, Jagodowa, Jana Pawła II, Jesienna, Kasztanowa, Kazimierza Wielkiego, Kolejowa, Królowej Jadwigi, Letnia, Lwowska (od numerów 11 i 24 do torów), Młynarska, Osiedle Jagiełły, Piaskowa, Plażowa, Rybacka, Sawickiej, Tysiąclecia, Wietrzna, Wiosenna, Wiśniowa, Wyszyńskiego, Zasanie, Zielona, Zimowa, Złota Góra, ogródki działkowe Relax.
- w Skołoszowie przy ulicach: ul. Jana Pawła II (numery od 1 do 31 i od 2 do 28), Kolejowa (numery parzyste)[4].

## Nabożeństwa okresowe
- majowe (maj),
- czerwcowe (czerwiec),
- różańcowe (październik),
- Droga Krzyżowa (piątki Wielkiego Postu),
- Gorzkie Żale (niedziele Wielkiego Postu).
- W każdą I niedziele miesiąca adoracje przed każda mszą świętą.
- W każdy trzynasty dzień miesiąca nabożeństwa fatimskie.
- W każdy czwartek Adoracja Najświętszego Sakramentu od godziny 15.00 do mszy świętej.

## Grupy parafialne
- Oaza,
- Ministranci i lektorzy,
- Róże Różańcowe,
- Dziewczęca Służba Maryjna,
- Dzieło Pomocy Powołaniom.